# العلاقات الإكوادورية البيروية
العلاقات الإكوادورية البيروفية هي العلاقات الثنائية التي تجمع بين الإكوادور وبيرو.

## مقارنة بين البلدين
هذه مقارنة عامة ومرجعية للدولتين:
| وجه المقارنة                                              | الإكوادور                      | بيرو                                   |
| --------------------------------------------------------- | ------------------------------ | -------------------------------------- |
| المساحة (كم2)                                             | 283.56 ألف                     | 1.29 مليون                             |
| عدد السكان (نسمة)                                         | 16.62 مليون                    | 32.16 مليون                            |
| الكثافة السكانية (ن./كم²)                                 | 58.61                          | 24.93                                  |
| العاصمة                                                   | كيتو                           | ليما                                   |
| اللغة الرسمية                                             | اللغة الإسبانية، كيشوا ‏، شوار ‏ | اللغة الإسبانية، اللغة الأيمرية، كتشوا |
| العملة                                                    | دولار أمريكي، سوكري إكوادوري   | سول بيروفي جديد                        |
| الناتج المحلي الإجمالي (بليون دولار)                      | 103.06 مليار                   | 211.39 مليار                           |
| الناتج المحلي الإجمالي (تعادل القوة الشرائية) بليون دولار | 185.24 مليار                   | 393.13 مليار                           |
| الناتج المحلي الإجمالي الاسمي للفرد دولار أمريكي          | 6.21 ألف                       | 6.03 ألف                               |
| الناتج المحلي الإجمالي للفرد دولار أمريكي                 | 11.37 ألف                      | 11.99 ألف                              |
| مؤشر التنمية البشرية                                      | 0.746                          | 0.740                                  |
| رمز المكالمات الدولي                                      | +593                           | +51                                    |
| رمز الإنترنت                                              | .ec                            | .pe                                    |
| المنطقة الزمنية                                           | 00                             | توقيت بيرو، 00                         |

## مدن متوأمة
في ما يلي قائمة باتفاقيات التوأمة بين مدن إكوادورية وبيروفية:
- ترتبط نويفا لوخا، لاغو أغريو مع إكيتوس باتفاقية توأمة.
- ترتبط Puerto Francisco de Orellana [الإنجليزية]‏ مع إكيتوس باتفاقية توأمة.
- ترتبط كوينكا مع كوسكو باتفاقية توأمة منذ 20 أبريل 1993.
- ترتبط تولكان مع أريكا باتفاقية توأمة.
- ترتبط Nuevo Rocafuerte [الإنجليزية]‏ مع إكيتوس باتفاقية توأمة.
- ترتبط غواياكيل مع بايتا باتفاقية توأمة منذ 2001.
- ترتبط أمباتو مع خولياكا باتفاقية توأمة.
- ترتبط لوخا مع مويوبامبا باتفاقية توأمة.

## منظمات دولية مشتركة
يشترك البلدان في عضوية مجموعة من المنظمات الدولية، منها:
| علم المنظمة | اسم المنظمة                                                          | تاريخ انضمام الإكوادور | تاريخ انضمام بيرو |
| ----------- | -------------------------------------------------------------------- | ---------------------- | ----------------- |
|             | وكالة ضمان الاستثمار متعدد الأطراف                                   | 12 أبريل 1988          | 2 ديسمبر 1991     |
|             | الأمم المتحدة                                                        | 21 ديسمبر 1945         | 31 أكتوبر 1945    |
|             | العملية المشتركة للاتحاد الأفريقي والأمم المتحدة في دارفور           | ?                      | ?                 |
|             | وكالة حظر الأسلحة النووية في أمريكا اللاتينية ومنطقة البحر الكاريبي ‏ | ?                      | ?                 |
|             | الفريق المعني برصد الأرض                                             | ?                      | ?                 |
|             | منظمة حظر الأسلحة الكيميائية                                         | ?                      | ?                 |
|             | منظمة التجارة العالمية                                               | ?                      | ?                 |
|             | منظمة الشرطة الجنائية الدولية                                        | ?                      | ?                 |
|             | اتحاد دول أمريكا الجنوبية                                            | ?                      | ?                 |
|             | مؤسسة التنمية الدولية                                                | 7 نوفمبر 1961          | 30 أغسطس 1961     |
|             | يونسكو                                                               | 22 يناير 1947          | 21 نوفمبر 1946    |
|             | الاتحاد البريدي العالمي                                              | ?                      | ?                 |
|             | مجموعة دول الأنديز                                                   | ?                      | ?                 |
|             | البنك الدولي للإنشاء والتعمير                                        | 28 ديسمبر 1945         | 31 ديسمبر 1945    |
|             | المنظمة الهيدروغرافية الدولية                                        | ?                      | ?                 |
|             | الاتحاد الدولي للاتصالات                                             | 17 أبريل 1920          | 12 يوليو 1915     |
|             | مؤسسة التمويل الدولية                                                | 20 يوليو 1956          | 20 يوليو 1956     |

## أعلام
هذه قائمة لبعض الشخصيات التي تربطها علاقات بالبلدين:
- فرناندو إيواساكي (5 يونيو 1961 – )

## وصلات خارجية
- موقع وزارة الخارجية الإكوادورية
- موقع وزارة الخارجية البيروفية